# Oxypilus annulatus
Oxypilus annulatus är en bönsyrseart som beskrevs av Jean Guillaume Audinet Serville 1831. Oxypilus annulatus ingår i släktet Oxypilus och familjen Hymenopodidae. Inga underarter finns listade i Catalogue of Life.